# Liste der Biografien/Sank
Liste der Biografien |
Portal Biografien |
Personensuche
# |
A |
B |
C |
D |
E |
F |
G |
H |
I |
J |
K |
L |
M |
N |
O |
P |
Q |
R |
S |
T |
U |
V |
W |
X |
Y |
Z |
?
 
Sa |
Sb |
Sc |
Sd |
Se |
Sf |
Sg |
Sh |
Si |
Sj |
Sk |
Sl |
Sm |
Sn |
So |
Sp |
Sq |
Sr |
Ss |
St |
Su |
Sv |
Sw |
Sy |
Sz
 
Saa |
Sab |
Sac |
Sad |
Sae |
Saf |
Sag |
Sah |
Sai |
Saj |
Sak |
Sal |
Sam |
San |
Sao |
Sap |
Saq |
Sar |
Sas |
Sat |
Sau |
Sav |
Saw |
Sax |
Say |
Saz
 
Sana |
Sanb |
Sanc |
Sand |
Sane |
Sanf |
Sang |
Sanh |
Sani |
Sanj |
Sank |
Sanl |
Sanm |
Sann |
Sano |
Sanp |
Sanq |
Sanr |
Sans |
Sant |
Sanu |
Sanv |
Sanw |
Sany |
Sanz
Die Liste der Biografien führt alle Personen auf, die in der deutschsprachigen Wikipedia einen Artikel haben. Dieses ist eine Teilliste mit 34 Einträgen von Personen, deren Namen mit den Buchstaben „Sank“ beginnt.

## Sank

### Sanka
- Sankalé, Louis (* 1946), französischer Geistlicher, emeritierter Bischof von Nizza
- Sankara, Bénéwendé Stanislas (* 1959), burkinischer Politiker, Parteipräsident der Union pour la renaissance/Mouvement sankariste
- Sankara, Mariam (* 1953), Witwe von Thomas Sankara, dem ersten Präsidenten von Burkina Faso
- Sankara, Robert (* 1985), burkinischer Fußballspieler
- Sankara, Thomas (1949–1987), burkinischer Präsident, sozialistischer Revolutionär
- Sankaran, Rajan (* 1960), indischer Homöopath
- Sankaran, Suba, kanadische Sängerin, Perkussionistin und Komponistin indischer Herkunft
- Sankaran, T. (* 1942), indischer Perkussionist
- Sankareh, Saffie, gambische Juristin
- Sankatsing, Mireille (* 1969), surinamische Leichtathletin
- Sankawulo, Wilton G. S. (1937–2009), liberianischer Schriftsteller, Politiker, Präsident Liberias (1995–1996)

### Sanke
- Sanke, Heinz (1915–1997), deutscher Geograph
- Sanke, Michael (* 1969), deutscher Fußballspieler
- Sankey, Elizabeth (* 1991), britische Filmregisseurin und Musikerin
- Sankey, Henry Phineas Riall (1853–1925), irischer Ingenieur
- Sankey, Ira D. (1840–1908), Sänger und musikalischer Leiter bei Evangelisationsveranstaltungen, Komponist geistlicher Lieder im White Gospel-Stil
- Sankey, John, 1. Viscount Sankey (1866–1948), britischer Rechtsanwalt, Richter und Lordkanzler
- Sankey, Logan (* 1998), US-amerikanische Skispringerin
- Sankey, Sara (* 1967), englische Badmintonspielerin

### Sankh
- Sankharé, Younousse (* 1989), französischer Fußballspieler
- Sankholkar, Ashwien (* 1975), österreichischer Wirtschaftsjournalist

### Sanki
- Sankiewicz-Budzyńska, Marianna (1921–2018), polnische Hochschullehrerin und Prorektorin

### Sanko
- Sanko, Anton (* 1960), US-amerikanischer Filmkomponist, Musikarrangeur und Musikproduzent
- Sanko, Galina Sacharowna (1904–1981), sowjetische Fotografin
- Sanko, Iwan Fedossejewitsch (1903–1985), sowjetischer Generaloberst
- Sanko, Myles (* 1980), britischer Soul- und Jazzsänger und SongwriterMyles Sanko (* 1980)

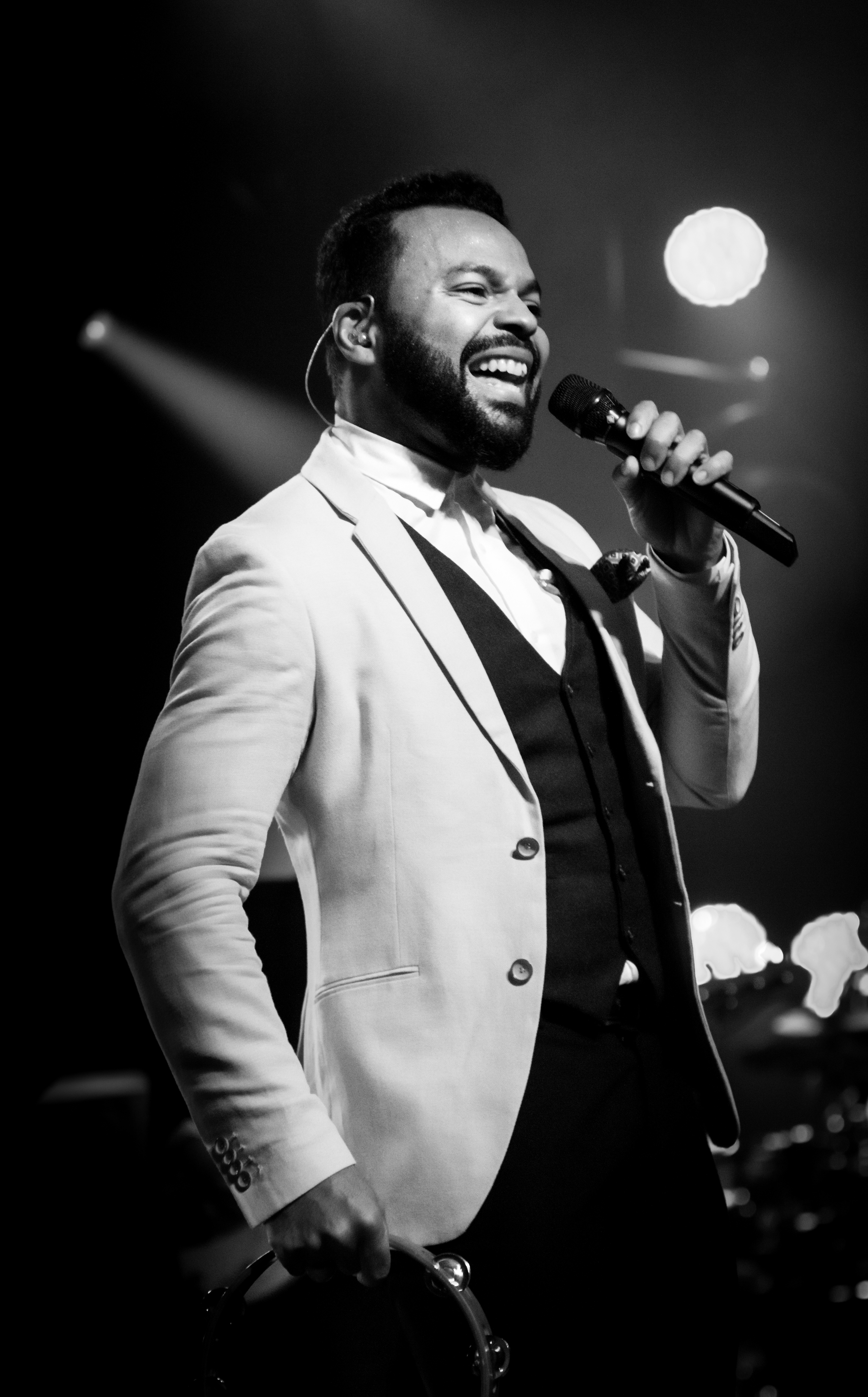
Myles Sanko (* 1980)

- Sankoh, Alfred (* 1988), sierra-leonischer Fußballspieler
- Sankoh, Foday (1937–2003), sierra-leonischer Rebellenführer und Kriegsverbrecher
- Sankoh, Gibril (* 1983), niederländischer Fußballspieler
- Sankoh, Mohamed (* 2003), niederländischer Fußballspieler
- Sankovič, Goran (1979–2022), slowenischer Fußballspieler
- Sankowezka, Marija (1854–1934), ukrainische Theaterschauspielerin

### Sankt
- Sanktjohanser, Josef (* 1950), deutscher Manager

### Sankw
- Sankwasa, James (* 1955), namibischer Politiker (SWAPO) und Minister